# فيات ألبيا
فيات ألبيا هي سيارة صغيرة من صناعة فيات كرايسلر أنتجت في 2002 وتوقف إنتاجها في 2012.

## وصلات خارجية
- الموقع الرسمي